# Petrova
Petrova là một xã thuộc hạt Maramureș, România. Dân số thời điểm năm 2002 là 2710 người.